# Ronde van de Limousin-Nouvelle-Aquitaine 2020
De 41e editie van de wielerwedstrijd Ronde van de Limousin-Nouvelle-Aquitaine vond in 2020 plaats van 18 tot en met 21 augustus. De start was in Couzeix en de finish in Limoges. De ronde is onderdeel van de UCI Europe Tour 2020, in de categorie 2.1. De Fransman Benoît Cosnefroy, winnaar in 2019, werd opgevolgd door de Italiaan Luca Wackermann.

## Deelname
Er namen vijf UCI World Tour-ploegen, twaalf UCI ProTeams en drie continentale teams deel.
| WorldTour                                                                              | ProTeam | ProTeam                                                                                                 | Continentaal                                                                 |
| -------------------------------------------------------------------------------------- | --- | --- | ---------------------------------------------------------------------------- |
| Groupama-FDJ AG2R La Mondiale Team Sunweb Cofidis, Solutions Crédits UAE Team Emirates | Circus-Wanty-Gobert B&B Hotels-Vital Concept p/b KTM Arkéa-Samsic Bingoal-Wallonie Bruxelles Total Direct Energie Caja Rural-Seguros RGA | Vini Zabù-KTM NIPPO DELKO One Provence Euskaltel-Euskadi Gazprom-RusVelo Bardiani CSF Team Novo Nordisk | Saint Michel-Auber 93 Natura4Ever-Roubaix-Lille Métropole Equipo Kern Pharma |

## Etappe-overzicht
| Etappe | Datum       | Start                | Finish          | Type      | Afstand  | Winnaar           | Klassementsleider |
| ------ | ----------- | -------------------- | --------------- | --------- | -------- | ----------------- | ----------------- |
| 1      | 18 augustus | Couzeix              | Évaux-les-Bains | Heuvelrit | 183,5 km | Luca Wackermann   | Luca Wackermann   |
| 2      | 19 augustus | Rouffiac             | Saint-Estèphe   | Heuvelrit | 173,9 km | Fernando Gaviria  | Joël Suter        |
| 3      | 20 augustus | Ussac                | Chamberet       | Heuvelrit | 173,9 km | Jasper Philipsen  | Luca Wackermann   |
| 4      | 21 augustus | Lac de Saint-Pardoux | Limoges         | Heuvelrit | 167 km   | Alessandro Fedeli | Luca Wackermann   |

## Klassementenverloop
| Etappe       | Winnaar           | Algemeen klassement · | Sprintklassement · | Bergklassement ·  | Jongerenklassement · | Ploegenklassement |
| ------------ | ----------------- | --------------------- | ------------------ | ----------------- | -------------------- | ----------------- |
| 1            | Luca Wackermann   | Luca Wackermann       | Tony Hurel         | Luca Wackermann   | Jake Stewart         | Arkéa-Samsic      |
| 2            | Fernando Gaviria  | Joël Suter            | Romain Combaud     | Adrien Guillonnet | Joël Suter           | Arkéa-Samsic      |
| 3            | Jasper Philipsen  | Luca Wackermann       | Delio Fernández    | Martin Salmon     | Jake Stewart         | Arkéa-Samsic      |
| 4            | Alessandro Fedeli | Luca Wackermann       | Tony Hurel         | Martin Salmon     | Jake Stewart         | Arkéa-Samsic      |
| 0Eindstanden | 0Eindstanden      | Luca Wackermann       | Tony Hurel         | Martin Salmon     | Jake Stewart         | Arkéa-Samsic      |

1975 · 1976 · 1977 · 1978 · 1979 · 1980 · 1981 · 1982 · 1983 · 1984 · 1985 · 1986 · 1987 · 1988 · 1989 · 1990 · 1991 · 1992 ·1993 · 1994 · 1995 · 1996 · 1997 · 1998 · 1999 · 2000 · 2001 · 2002 · 2003 · 2004 · 2005 · 2006 · 2007 · 2008 · 2009 · 2010 · 2011 · 2012 · 2013 · 2014 · 2015 · 2016 · 2017 · 2018 · 2019 · 2020